# Alexandru Țăruș
Alexandru Mihai Țăruș (n. 9 mai 1989, Săcele, Brașov, România) este un jucător  român, al "sportului cu balonul oval", numit rugby, în varianta XV (Rugby Union). 
Evoluează pe postul de pilier (prop.), adica unul dintre cei mai puternici jucători din lot. Este poziționat, întotdeauna  în linia întâi  în grămadă, acolo unde are rolul de a împinge.
În tușe are rolul de suport, ridică prinzătorii în margine. Asigură posesia balonului, în molurile și grămezile  spontane.

## Carieră
Și-a început activitatea la Rugby Club Brașov sau "Școala lui Nea Vasile", cum mai este numit acest club, ale cărui  baze au fost puse de Dl. Vasile Soporan, care nu este doar un descoperitor și un șlefuitor de talente, ci este un adevărat creator de caractere.
Apoi, în drumul său a trecut, în  perioada junioratului, pe la C.S. Metrorex București, cu care a cucerit un titlu de campion national. 
În l campionatul intern, a evoluat și  la C.S.U. Aurel Vlaicu Arad, înainte  de a se alătura clubului Timișoara Saracens, echipă cu care a cucerit trei trofee: titlul de campion, Cupa României și Cupa Regelui.
A fost inclus și în echipa de dezvoltare Lupii București, care evoluează în Challenge Cup.
În plus, a participat cu echipa națională la Campionatul European U19 din Polonia, respectiv IRB Junior World Trophy, care s-a disputat în Kenya. Astfel, alături de Stejărei, Alexandru a bifat un titlu european în 2008, când  în finală România a învins Georgia cu 31-28.
El a debutat, pentru naționala de seniori, în iunie 2013, într-un meci cu Argentina Jaguars, la competiția  organizată la București, Cupa Națiunilor IRB.
A participat la Cupa Mondială de Rugby din 2015. Până în martie 2016, a strâns zece selecții în națională.
Primul transfer internațional l-a semnat în iunie 2016, pentru două  sezoane, cu echipa franceză Béziers, locul 3, în ProD2, cu 56 de puncte.
A început sezonul 2016-2017 din Pro D2, eșalonul secund al rugbyului francez, Beziers a obținut un succes cu bonus ofensiv, 34-11 în fața lui Agen, o partidă unde și-a făcut debutul pilierul român Alexandru Țăruș, care a intrat pe parcursul primei reprize, înlocuindu-l, în minutul 36, pe Karim Kouider.
În 2017, a semnat o înțelegere, pentru doi ani, cu echipa engleză Sale Sharks. Asttfel, pilierul va evolua într-unul din cele mai puternice campionate din Europa, Premiership.
„Alexandru este un transfer bun pentru noi, poate juca atât pilier stânga cât și dreapta, deși este specializat pe postul de pilier dreapta. Este un tip solid, la 1,85 m și 125 kg și sunt convins că se va integra ușor în  echipă”, a declarat Steve Diamond, directorul tehnic al celor de la Sale Sharks. 
În Aviva Premiership, pilierul român  Alexandru Țăruș pentru prima dată titular, în echipa Sale Sharks, pe propriul teren împotriva  lui Newcastle Falcons, în septembrie 2017. 
Singurul român care evoluează în  Premiership, s-a integrat repede în  sistemul de joc al echipei, dar și în  comunitatea sportivă britanică. Astfel, el a fost recompensat de către suporterii de la Sale Sharks printr-un trofeu: „The Selorm Kuadey Memorial Award”, care îl desemnează drept „cel mai iubit jucător” din echipă.  
În 20 decembrie 2018, a fost desemnat "Cel mai bun jucător român din străinătate", conform Federației Române de Rugby.